# (66391) Moshup
(66391) Moshup (provisorische Bezeichnung 1999 KW4) ist ein erdnaher Asteroid, der die Erdbahn kreuzt und dessen Perihel innerhalb der Merkurbahn liegt. Der Asteroid ist mitsamt seinem Mond Squannit das der Sonne am nächsten liegende Doppelsystem.

## Entdeckung und Benennung
Moshup wurde am 20. Mai 1999 im Rahmen der LINEAR-Himmelsüberwachung in Socorro (New Mexico) entdeckt. Der Planetoid erhielt die vorläufige Bezeichnung 1999 KW4 und am 10. September 2003 von der IAU die Kleinplaneten-Nummer 66391.
Es wurde der Name «Moshup» vorgeschlagen, der aus der Mythologie des Volkes der Mohegan herstammt. Moshup war ein Riese, der in den Küstengebieten von Neuengland lebte. Am 27. August 2019 erfolgte eine Namensbestätigung von der IAU.
Nach seiner Entdeckung ließ sich Moshup auf Fotos bis zum 29. Mai 1998 zurückgehend identifizieren und so seine Umlaufbahn genauer berechnen. Seither wurde der Planetoid durch verschiedene erdbasierte Teleskope wie dem Very Large Telescope beobachtet. Im September 2019 lagen 3927 Beobachtungen über einen Zeitraum von 22 Jahren vor. (Stand: 15. Oktober 2019)

## Bahneigenschaften

### Umlaufbahn
Moshup umkreist die Sonne auf einer prograden, stark elliptischen Umlaufbahn zwischen 29.905.000 km (0,1999 AE) und 162.237.000 km (1,0844 AE) Abstand zu deren Zentrum. Die Bahnexzentrizität beträgt 0,689, die Bahn ist gegenüber der Ekliptik um 38,88° geneigt.
Die Umlaufzeit von Moshup beträgt 0,51 Jahre.

### Risiko für die Erde
Moshup näherte sich im Mai 2001 der Erde bis auf 5 Millionen Kilometer. In diesem Zeitraum wurde mit dem Arecibo-Teleskop eine Radarvermessung durchgeführt.
Eine zweite Annäherung, ebenfalls auf 5 Millionen Kilometer, erfolgte im Mai 2019. Die nächste Annäherung wird in weiteren 17 Jahren, im Jahr 2036 erfolgen.
Nach den Bahnanalysen kann nach derzeitigem Kenntnisstand eine Kollision mit der Erde in den nächsten 1000 Jahren ausgeschlossen werden. Moshup rotiert jedoch mit 2,765 Stunden sehr schnell um seine Achse, so dass er bereits durch eine geringfügige weitere Beschleunigung – z. B. durch den YORP-Effekt – instabil werden und zerbrechen könnte. Sollte dieser Fall eintreten, würde sich das Gefahrenpotential für die Erde stark erhöhen.

## Physikalische Eigenschaften

### Größe

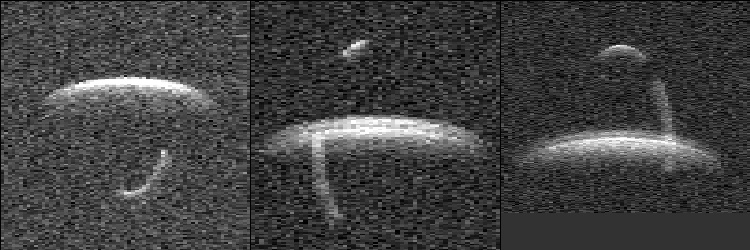
(66391) Moshup und Squannit.

Die bisherigen Beobachtungen weisen auf einen unregelmäßig geformten, länglichen Körper hin; die genaueste Durchmesserbestimmung (Geometrisches Mittel) liegt bei 1,317 ± 0,04 km. Hinsichtlich der genauen Dimensionen liegt der genauste Wert bei 1,532 × 1,495 × 1,347 km.
Ausgehend von diesem mittleren Durchmesser ergibt sich eine Oberfläche von etwa 5,5 km2. Die Absolute Helligkeit des Asteroiden beträgt 16,5 bzw. 16,6.

### Rotation

Moshup und Squannit basierend auf Radarbeobachtungen.

Moshup rotiert in 2 Stunden und 45,9 Minuten einmal um seine Achse. Daraus ergibt sich, dass der Asteroid in einem Moshup-Jahr 1631,9 Eigendrehungen vollführt.

## Mond
Moshup besitzt mit Squannit (provisorische Bezeichnung S/2001 (66391) 1) einen kleinen Mond, der den Asteroiden in 2,55 Kilometer Entfernung mit einer Periode von 17,42 Stunden umkreist. Squannit hat die Abmessungen 0,57 × 0,46 × 0,35 km und eine Masse von 0,13 ± 0,02 × 1012 kg. Die Bestimmung der Dichte weist allerdings noch große Unsicherheiten auf, so dass bisher nur ein Wert zwischen 2,2 und 3,6 g/cm3 angegeben werden kann.
Das Moshup-System in der Übersicht:
| Komponenten         | Physikalische Parameter | Physikalische Parameter | Physikalische Parameter | Bahnparameter        | Bahnparameter  | Bahnparameter | Bahnparameter                  | Entdeckung                              |
| Name                | Durch- messer (km)      | Relativ- größe %        | Masse (kg)              | Große Halbachse (km) | Umlaufzeit (d) | Exzentrizität | Inklination zu Moshups Äquator | Datum Entdeckung Datum Veröffentlichung |
| ------------------- | ----------------------- | ----------------------- | ----------------------- | -------------------- | -------------- | ------------- | ------------------------------ | --------------------------------------- |
| (66391) Moshup      | 1,317                   | 100,00                  | 2,35 · 1012             | —                    | —              | —             | —                              | 20. Mai 1999 1999                       |
| Squannit (Moshup I) | 0,451                   | 34,1                    | 1,35 · 1011             | 2,548                | 0,7259         | 0,0004        | 156,1                          | 21. Mai 2001 23. Mai 2001               |